# دوغ هودسون
دوغ هودسون (بالإنجليزية: Doug Hodgson)‏ (27 فبراير 1969 في أستراليا - ) هو لاعب كرة قدم أسترالي في مركز الدفاع. لعب مع أولدهام أثلتيك وشيفيلد يونايتد ونادي بليموث أرجايل ونادي بيرنلي ونادي نورثامبتون تاون.

## وصلات خارجية
- دوغ هودسون على موقع قاعدة بيانات كرة القدم.إي يو (الإنجليزية)
- دوغ هودسون على موقع Soccerbase.com (لاعب) (الإنجليزية)